# 黄腹银鲈
黄腹银鲈（学名：Gerres equulus）是银鲈科银鲈属之下的一种鱼，原产于韩国南部到日本南部的西太平洋沿岸水域，但不存在于琉球群岛周围。成年体长一般为22.4厘米。 该物种对于日本当地渔业具有重要商业价值。

## 繁殖
黄腹银鲈可多次产卵，其产卵季节从六月持续到九月。雌性在体长至少141毫米时达到性成熟。